# Kurt Beindorff
Kurt Beindorff (* 12. Juli 1894 in Hannover; † 21. Februar 1968 ebenda) war ein deutscher Ingenieur, Fabrikant und Wirtschaftsführer.

## Leben
Kurt Beindorff wurde 1894 als Sohn des Pelikan-Unternehmers Fritz Beindorff und seiner Gattin Elisbeth, einer Tochter des Firmengründers Günther Wagner, geboren. Kurt war der jüngere Bruder von Günther Beindorff und Fritz Beindorff junior.
1923 heiratete Kurt Beindorff Martha Linnfeld.
Nach seinem Schulbesuch begann Kurt Beindorff 1911 als Lehrling in den technischen Abteilungen der Firma Günther Wagner Hannover und Wien, den späteren Pelikan-Werken seines Vaters, bevor er bei der Hanomag und der Allgemeinen Elektricitäts-Gesellschaft (AEG) tätig wurde. Anschließend besuchte Beindorff die Königliche höhere Maschinenbauschule in Altona bei Hamburg, bevor er im Ersten Weltkrieg seinen Kriegsdienst leistete. Schließlich konnte Beindorff seine Studien in Altona erst 1923 abschließen. Nach Abschluss des Studiums trat Kurt Beindorff wieder in das väterliche Unternehmen ein, für das er 1925 Prokura erhielt, bevor er sich auf eine Studienreise durch die Vereinigten Staaten begab.

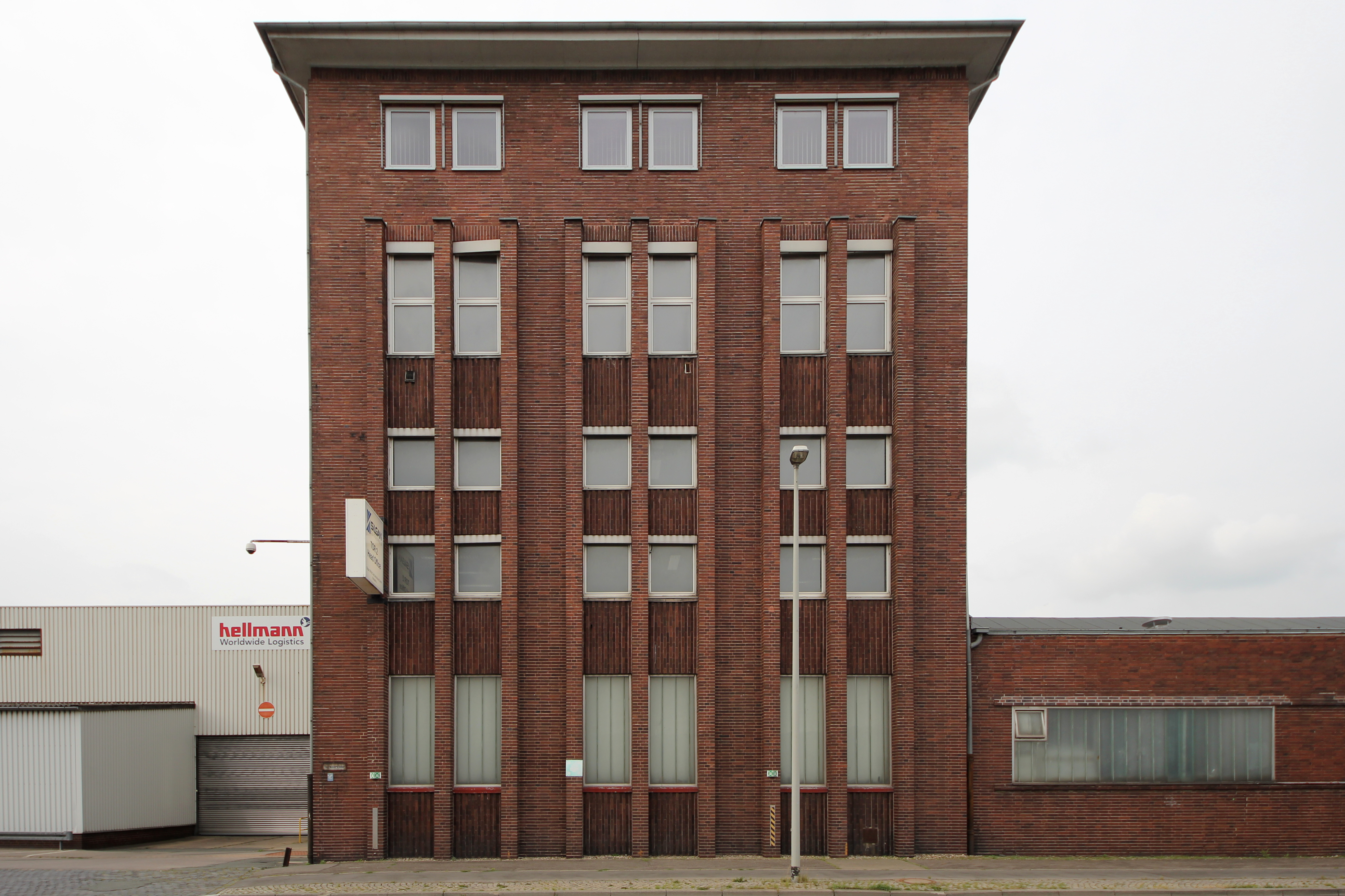
August 2015: Ehemaliges Gebäude der Günther Wagner – Verpackungswerke, hier Tor 2 der Silgan-Closures in der Hansastraße am Nordhafen von Hannover

1928 übernahm Kurt Beindorff sowohl die Geschäftsführung als auch die Betriebsleitung der im selben Jahr als Blechwerk Günther Wagner für Verpackungen am Nordhafen eingeweihten Unternehmens, das ab 1939 unter dem Namen Günther Wagner – Verpackungswerke firmierte. Das Unternehmen, das aus einer bereits 1905 als Werkstatt bei den Günther Wagner/Pelikan-Werken begründeten Einrichtung hervorging, baute Kurt Beindorff – nicht zuletzt durch zahlreiche eigene Maschinen-Konstruktionen – zu einem leistungsfähigen Werk der deutschen Verpackungsindustrie aus.
Während des Zweiten Weltkriegs wurden rund 2000 Zwangsarbeiterinnen und Zwangsarbeiter aus ganz Europa, zumeist aber aus Polen und der Sowjetunion, auf dem Gelände der Günther Wagner Verpackungswerke ausgebeutet. Die menschenunwürdigen Bedingungen des auf dem Betriebsgelände eingerichteten sogenannten „Arbeitserziehungslagers“ brachten manchem Opfer den Tod. In einer zusätzlichen sogenannten „Ausländerwöchnerinnenbaracke“ starben zudem viele Neugeborene der Zwangsarbeiterinnen aufgrund von Mangelernährung und ungenügender medizinischer Versorgung.
1952 übernahm Kurt Beindorff die Gesamt-Geschäftsführung des Hauses Günther Wagner/Pelikan-Werke, vertrat die Interessen der Industrie zudem zahlreich als Mitglied in Aufsichtsräten und Beiräten verschiedener Wirtschaftsunternehmen. Nach dem Tode seines Bruders Günther im Jahr 1952 wurde Kurt Beindorff 1953, wie vor ihm sein Vater und seine beiden Brüder – ordentliches Mitglied der Industrie- und Handelskammer Hannover.
1954 wurde Beindorff zum Honorarkonsul von Griechenland ernannt. Dem Jäger und „[...] Förderer von Kunst und Kulturpflege“ wurde 1957 das Große Verdienstkreuz des Bundesverdienstordens verliehen.
Mitte der 1960er Jahre wurde Kurt Beindorff zu den 30.000 „führenden“ Persönlichkeiten unter den Industriellen, Bankiers und Adligen Deutschlands gezählt.
Kurt Beindorff starb 1968 in Hannover.